# Michael E. Conley

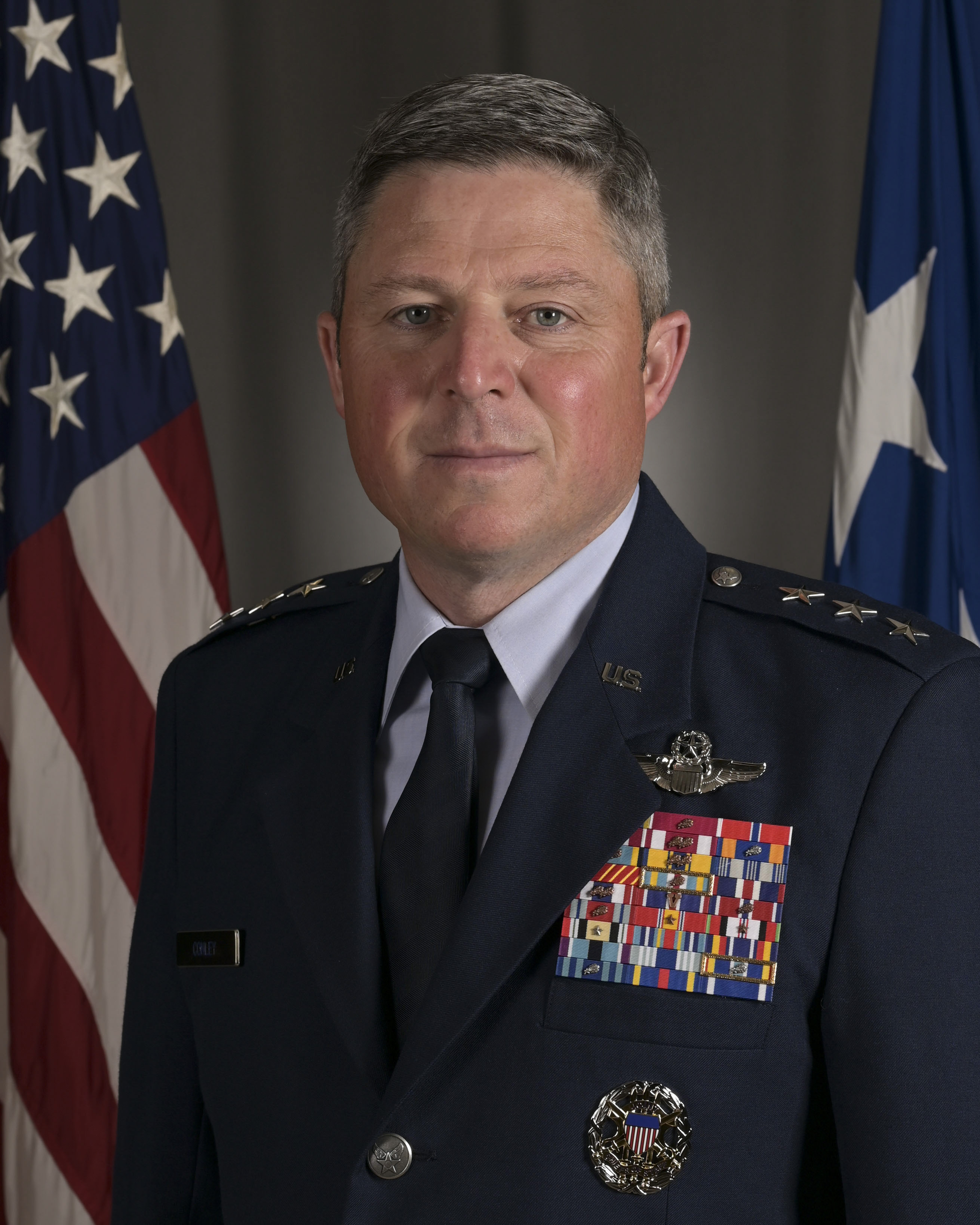
Michael E. Conley (2024)

Michael Edward Conley (* um 1974 in Geneva, Ontario County, New York) ist ein Generalleutnant der United States Air Force. Gegenwärtig (Oktober 2024) kommandiert er das Air Force Special Operations Command.
Im Jahr 1996 absolvierte er die United States Air Force Academy in Colorado Springs. Nach seiner Graduation wurde er als Leutnant in das Offizierskorps der Air Force aufgenommen. In der Folge stieg er vom Leutnant bis zum Drei-Sterne-General auf. Bemerkenswert ist, dass er den Grad eines Generalmajors (Zwei-Sterne-General) übersprang.
Im Lauf seiner militärischen Karriere absolvierte er verschiedene Kurse und Schulungen. Dazu gehörten unter anderem eine Ausbildung zum Kampfpiloten und weitere Fortbildungskurse als Pilot neuer Flugzeugtypen; die Squadron Officer School auf der Maxwell Air Force Base in Alabama; das Air Command and Staff College ebenfalls auf der Maxwell AFB; das Air War College; das Naval War College in Newport in Rhode Island und das Air Force Enterprise Leadership Seminar. Außerdem erhielt er akademische Grade von der University of Maryland und der George Mason University.
In seinen frühen Jahren als Offizier der Luftwaffe war er an verschiedenen Stützpunkten in den Vereinigten Staaten stationiert. Dabei war er als Pilot, Flugausbilder oder Stabsoffizier bei unterschiedlichen Einheiten tätig. Dazwischen absolvierte er die erwähnten Schulungen. Als Stabsoffizier war er unter anderem im Hauptquartier der Air Force tätig. Zwischen August 2004 und Juli 2007 war er auf der Royal Air Force Station Mildenhall in England stationiert. In den Jahren 2011 bis 2013 kommandierte er als Oberstleutnant die 58. Schwadron, die auf der Kirtland Air Force Base in New Mexico ansässig war.
Daran schloss sich sein Studium am U.S. Naval War College an. Zwischen Juli 2014 und Juni 2016 gehörte Michael Conley in unterschiedlichen Funktionen dem Stab der Joint Chiefs of Staff an. Danach wurde er auf die Cannon Air Force Base in New Mexico versetzt, wo er zwischen Juni 2016 und Juni 2018 stellvertretender Kommandeur des 27. Sondergeschwaders (27th SOW) war. Als Nächstes übernahm er auf dem Hurlburt Field in Florida das Kommando über das 1. Spezialeinsatzgeschwader. Dieses Amt bekleidete er zwischen Juni 2018 und Juni 2020.
Es folgte eine Versetzung zur Vandenberg Space Force Base in Kalifornien. Dort war er zwischen Juni 2020 und Juli 2022 stellvertretender Kommandeur des Combined Force Space Component Commands. Danach war er bis Juli 2023 auf der Scott Air Force Base in Illinois Stabsoffizier beim Air Mobility Command. Anschließend kehrte er zum Hurlburt Field zurück. Dort leitete er bis zum Juli 2024 die Stabsabteilung für Operationalen des Air Force Special Operations Commands. Am 2. Juli 2024 wurde er als Nachfolger von Tony D. Bauernfeind neuer Oberbefehlshaber dieses Commands. Diese Stelle hat er bis heute (Oktober 2024) inne.
Während seiner aktiven Zeit als Militärpilot absolvierte er über 2400 Flugstunden auf verschiedenen Flugzeugtypen.

## Daten der Beförderungen
| Abzeichen | Rang               | Jahr              |
| --------- | ------------------ | ----------------- |
|           | Second Lieutenant  | 29. Mai 1996      |
|           | First Lieutenant   | 29. Mai 1998      |
|           | Captain            | 29. Mai 2000      |
|           | Major              | 1. Mai 2006       |
|           | Lieutenant Colonel | 1. März 2010      |
|           | Colonel            | 1. April 2016     |
|           | Brigadier General  | 8. Juni 2020      |
|           | Major General      | Rang übersprungen |
|           | Lieutenant General | 1. Juli 2024      |

## Orden und Auszeichnungen
Michael Conley erhielt im Lauf seiner militärischen Laufbahn unter anderem folgende Auszeichnungen:
- Air Force Distinguished Service Medal
- Legion of Merit
- Bronze Star Medal
- Defense Meritorious Service Medal
- Meritorious Service Medal
- Air Medal
- Air Force Commendation Medal
- Air Force Achievement Medal
- Aerial Achievement Medal
- Air Force Commendation Medal
- Humanitarian Service Medal